# Калюська волость
Калюська волость — історична адміністративно-територіальна одиниця Ушицького повіту Подільської губернії з центром у містечку Калюс.

## Склад волості
Станом на 1885 рік складалася з 19 поселень, 13 сільських громад. Населення — 11 754 осіб (5 816 чоловічої статі та 5 938 — жіночої), 1159 дворових господарства.
|                     | Площа, десятин | У тому числі орної, десятин |
| ------------------- | -------------- | --------------------------- |
| Сільських громад    | 6172           | 4647                        |
| Приватної власності | 5034           | 2469                        |
| Казенної власності  | —              | —                           |
| Іншої власності     | 315            | 240                         |
| Загалом             | 11521          | 7356                        |

Основні поселення волості:
- Калюс — містечко при річці Калюс, за 26 верст від повітового міста, 898 осіб, 131 дворових господарств, волосне правління, православна церква, синагога, 3 єврейські молитовні будинки, школа, 8 заїжджих дворів, 5 заїжджих будинки, 40 крамниць, базар по віторкам через 2 тижні, водний млин, винокурня.
- Вільховець — містечко, 1635 осіб, 216 дворових господарств, православна церква, школа, заїжджий будинок.
- Глибівка — колишнє власницьке село при річці Калюс, 550 осіб, 78 дворових господарств, заїжджий будинок, водяний млин.
- Гарячинці — колишнє власницьке село при річці Калюс, 558 осіб, 94 дворових господарств, православна церква, заїжджий будинок, 3 воляних млини.
- Журжівка-Хребтіївська — колишнє власницьке село при річці Данилівка, 534 осіб, 91 дворових господарств.
- Куражин (Велика Шура) — колишнє власницьке село, 739 осіб, 94 дворових господарств, православна церква, заїжджий будинок.
- Мала Щурка— колишнє власницьке село, 124 осіб, 24 дворових господарств.
- Пилипи-Хребтіївські — колишнє власницьке село, 742 осіб, 94 дворових господарств, православна церква, заїжджий будинок.
- Рудківці — колишнє власницьке село при річці Дністер, 725 осіб, 105 дворових господарств, православна церква, заїжджий будинок.
- Ставчани — колишнє власницьке село, 504 осіб, 70 дворових господарств, православна церква, заїжджий будинок.
- Стара Гута — колишнє власницьке село, 288 осіб, 38 дворових господарств.
- Хребтіївські Іванківці — колишнє власницьке село при річці Голова, 400 осіб, 51 дворових господарств, православна церква, заїжджий будинок, водяний млин.
- Хребтіїв  — колишнє власницьке село при річці Голова, 500 осіб, 85 дворових господарств, православна церква, заїжджий будинок.

## Ліквідація волості
Друга сесія ВУЦВК VII скликання, яка відбувалася 12 квітня 1923 р., своєю постановою «Про новий адміністративно-територіальний поділ України» скасувала волості і повіти, замінивши їх районами. Після ліквідації всі населені пункти Калюської волості ввійшли до складу Калюського району. Після ліквідації Калюського району 3 червня 1925 року ця територія ввійшла до складу Новоушицького району.